# Brooke Brodack
Brooke Allison "Brookers" Brodack (7 de abril de 1986; Putnam, Estados Unidos) es una realizadora de videos virales, conocida como la primera en haber sido descubierta en la página YouTube para luego firmar un contrato para los medios masivos. 

## Comienzos
Inició su andadura en septiembre de 2005 colocando videos cómicos cortos en YouTube. En junio de 2006, la gran acogida que tuvieron estos videos hicieron que ganara un contrato de desarrollo de 18 meses por parte de Carson Daly, anfitrión de un show nocturno del canal NBC y quien antes era videojockey de MTV. Desde agosto de 2006, Brodack fue parte importante de la página web de videos It's Your Show TV (www.iystv.com), la cual es conducida por Daly y patrocinada por NBC; y ahí ha colocado videos con regularidad. NBC ha anunciado un programa de televisión It's Your Show que estará asociado con la página web, y en el que también participará Brodack.
Brodack dirige, edita y realiza sus propios videos, muchos de los cuales han sido hechos dentro y alrededor de la casa de su familia en Holden, Massachusetts. La revista The New Yorker ha denominado sus videos como "desafiantemente alocada". En conjunto, han tenido más de 39 millones de visitas (contando únicamente las de YouTube). Su video más popular, "CRAZED NUMA FAN!!!", una parodia de lip sync de un video anterior que fue "fenómeno de internet", Numa Numa por Gary Brolsma (éste, a su vez es una parodia del tema Dragostea din tei, de la agrupación rumana O-Zone), ha sido visto en YouTube más de 5 millones de veces. Su video "Chips", una parodia de suspenso sobre comer papas fritas, ha sido comentado como "brillante" por la revista Entertainment Weekly, la cual la ha incluido en su lista de los "grandes momentos en la historia de YouTube". 
Brodack apareció en The Tyra Banks Show el 6 de diciembre de 2006, como jurado de una competencia de videos de estudiantes. En febrero de 2007, tuvo una aparición especial en el video musical "The Sound of Your Voice" de Barenaked Ladies.
Brodack ha sido encasillada en ocasiones como "videoblogger" pero, de hecho, con frecuencia ha criticado y parodiado el fenómeno del videoblogging (por ejemplo, en su serie de videos "V-Clog" y en "Run of the Mill".

## Información personal
- Su hermana menor, Melissa "Missy" Brodack, aparece junto a ella en muchos de sus videos, entre los cuales: CRAZED NUMA FAN!!!!, EmoSpace, Phone calls, Butterfly e Insane Assasins.
- Terminó la secuntaria en el Wachusett Regional High School de Holden en 2004, y ha asistido a las universidades Worcester State College, Quinsigamond Community College y Mount Wachusett Community College.
- Ha trabajado como camarera y como recepcionista.
- Ha hecho videos desde los 9 años de edad.
- Su padre Mark ha fallecido (hecho al que alude de forma emotiva en uno de sus videos).
- Sirvió como voluntaria entre 2003 y 2005 para el programa NEADS (siglas en inglés de Perros para Norteamericanos Sordos y Discapacitados) en Sterling, Massachusetts